# The Eagle (1925)
The Eagle é um filme mudo de 1925, dirigido por Clarence Brown e  estrelado por Rodolfo Valentino. 
O roteiro é baseado no romance inacabado Dubrovsky (1841) do escritor russo Alexander Pushkin, nele o cossaco Vladimir Dubrovsky, interpretado por Valentino, assume a identidade de Black Eagle que não existe no livro, e foi inspirado em Robin Hood e na interpretação de Douglas Fairbanks como Don Diego/Zorro em The Mark of Zorro (1920).

## Elenco
- Rodolfo Valentino .... Vladimir Dubrovsky
- Vilma Bánky .... Mascha Troekouroff
- Louise Dresser .... Catarina 2.ª
- Albert Conti .... capitão Kuschka
- James A. Marcus .... Kyrilla Troekouroff